# Mentalismo (illusionismo)

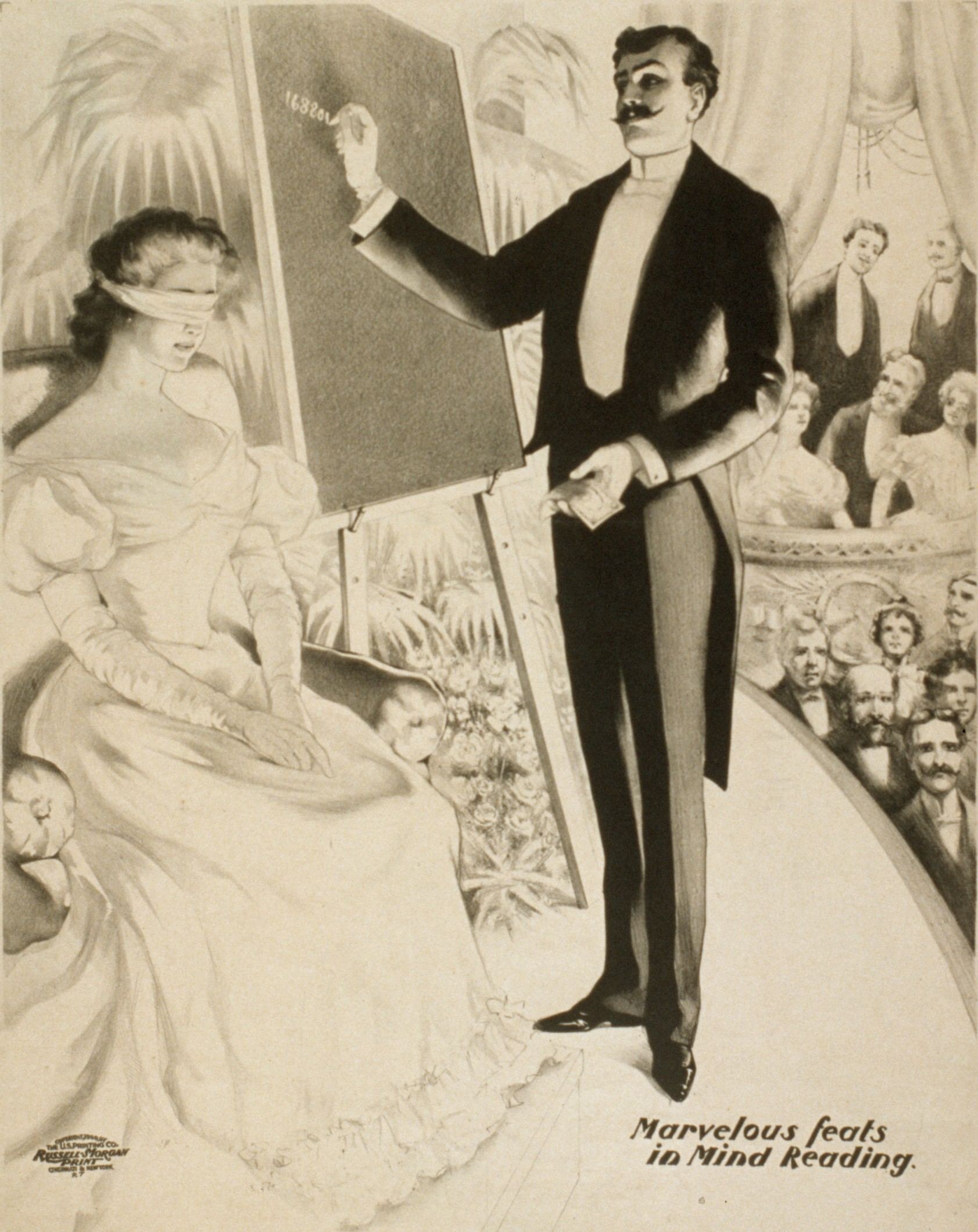
Locandina teatrale di una lettura del pensiero, 1900

Il mentalismo è una forma di illusionismo i cui praticanti, attraverso tecniche quali la lettura a freddo e la lettura a caldo, danno l'illusione di poter leggere la mente altrui e sembrano così dimostrare abilità mentali e intuitive altamente sviluppate.
Nelle loro esibizioni i mentalisti danno l'impressione di poter esercitare telepatia, chiaroveggenza, divinazione, precognizione, psicocinesi, medianità, controllo mentale, ipnosi, memoria prodigiosa e rapido calcolo mentale. È stato affermato che il mentalista "utilizza i 5 sensi per creare l'illusione dell'esistenza di un sesto".
I mentalisti eseguono una performance teatrale che include effetti che sembrerebbero impiegare forze psichiche o soprannaturali, ma che in realtà sono ottenuti con "mezzi ordinari di evocazione", abilità umane naturali (cioè lettura del linguaggio del corpo, intuizione, comunicazione subliminale, intelligenza emotiva) e una profonda comprensione dei principi chiave della psicologia umana o di altre scienze del comportamento.
Il mentalismo è comunemente classificato come una sottocategoria della magia e, quando eseguito da un mago, può anche essere indicato come "magia mentale". Tuttavia, molti mentalisti professionisti oggi possono generalmente distinguersi dai maghi, insistendo sul fatto che la loro forma d'arte fa leva su un insieme di competenze distinte. Invece di fare "trucchi di magia", i mentalisti sostengono di produrre esperienze psicologiche per la mente e l'immaginazione, e di espandere la realtà con esplorazioni di psicologia, suggestione e influenza sociale. 

## Storia
Molte delle esibizioni dei moderni mentalisti possono essere ricondotte alle dimostrazioni di potere soprannaturale date da medium, spiritualisti e psichici nel XIX secolo. La storia del mentalismo in senso esteso può tuttavia rifarsi agli oracoli forniti da testi degli antichi greci.

## Approcci al mentalismo
L'approccio "classico" consiste nell'affermare di possedere realmente poteri soprannaturali quali la telepatia, la chiaroveggenza, la precognizione o la telecinesi (diversi esperti di illusionismo collocano in questa categoria presunti sensitivi come Uri Geller, Gustavo Rol o James Van Praagh).
L'approccio "moderno" consiste nell'affermare di possedere proprie abilità particolarmente sviluppate quali leggere il linguaggio del corpo o manipolare subliminalmente il soggetto tramite suggestione psicologica. Benché un illusionista possa saper eseguire esperimenti di mentalismo, alcuni sono specializzati ed esperti solo in questa materia. Molti famosi nomi presentano spesso anche numeri di micromagia, cartomagia o illusionismo classico nei loro spettacoli, pur essendo specializzati principalmente nel mentalismo.

## Mentalisti
Alcuni noti mentalisti in senso moderno sono James Randi, Derren Brown, David Copperfield e Penn & Teller. Anche Harry Houdini, famoso più per l'escapologia, era un abile mentalista.
Tra i mentalisti italiani più celebri vi sono Tony Binarelli e Silvan.

## Nella cultura di massa
- Il serial statunitense The Mentalist ha come protagonista il mentalista Patrick Jane che aiuta la polizia con il suo intuito e le sue abilità da falso sensitivo. Nella serie anche il principale antagonista John il Rosso vanta qualità da mentalista.
- Nell'anime Dr. Stone uno dei protagonisti, Gen Asagiri, è un mentalista.